# Zdobnice (řeka)
Zdobnice je řeka v okrese Rychnov nad Kněžnou v České republice. Délka jejího toku činí 34,2 km. Plocha povodí měří 124,8 km².

## Průběh toku
Pramení pod Velkou Deštnou u Maruše a protéká stejnojmennou osadou Zdobnice. Jméno osady bylo odvozeno z německého Stobnitz/Stiebnitz (z toho Zdobnice). Obyvatelé se zde živili těžením dřeva pro výdřevu dolů v Kutné Hoře. Zdobnice je pak dále doprovázena silnicí II/310 (Olešnice v Orlických horách - Rokytnice v Orlických horách) a asi 3 km před Slatinou nad Zdobnicí se do Zdobnice vlévá Říčka, jako její levostranný přítok. Ze Slatiny nad Zdobnicí vede podél Zdobnice železniční trať Rokytnice v Orlických horách-Doudleby nad Orlicí, která se od řeky odděluje až ve Vamberku. Dál pokračuje Zdobnice jihozápadním směrem k Divoké Orlici, do které se vlévá mezi Potštejnem a Doudlebami nad Orlicí, jako její pravostranný přítok.

### Větší přítoky
- levé – Čertovodolský potok, Říčka

## Vodní režim
Průměrný průtok na 11,5 říčním kilometru ve Slatině nad Zdobnicí činí 1,87 m³/s.
Hlásný profil:
| místo                | říční km | plocha povodí | průměrný průtok (Qa) | stoletá voda (Q100) |
| -------------------- | -------- | ------------- | -------------------- | ------------------- |
| Slatina nad Zdobnicí | 11,5     | 84,16 km²     | 1,87 m³/s            | 122 m³/s            |

N-leté průtoky ve Slatině nad Zdobnicí:
| N-leté průtoky | Q1   | Q5   | Q10  | Q50  | Q100 |
| -------------- | ---- | ---- | ---- | ---- | ---- |
| Q [m³/s]       | 18,5 | 41,9 | 56,0 | 98,6 | 122  |

## Využití

### Území chráněné pro akumulaci povrchových vod
Nad soutokem s Říčkou se nachází území chráněné pro akumulaci povrchových vod (LAPV) Pěčín, místo potenciální výstavby vodní nádrže Pěčín.

### Vodáctví
Říčka je sjízdná jen po vydatných deštích, či tání sněhu. Délka sjížděného úseku je 25,8 km, při obtížnosti WW1 až WW2.

### Mlýny
- Schmidtův mlýn a pila – Zdobnice, původní č.p. 86 (mlýn zanikl, pila zachována)